# Продух

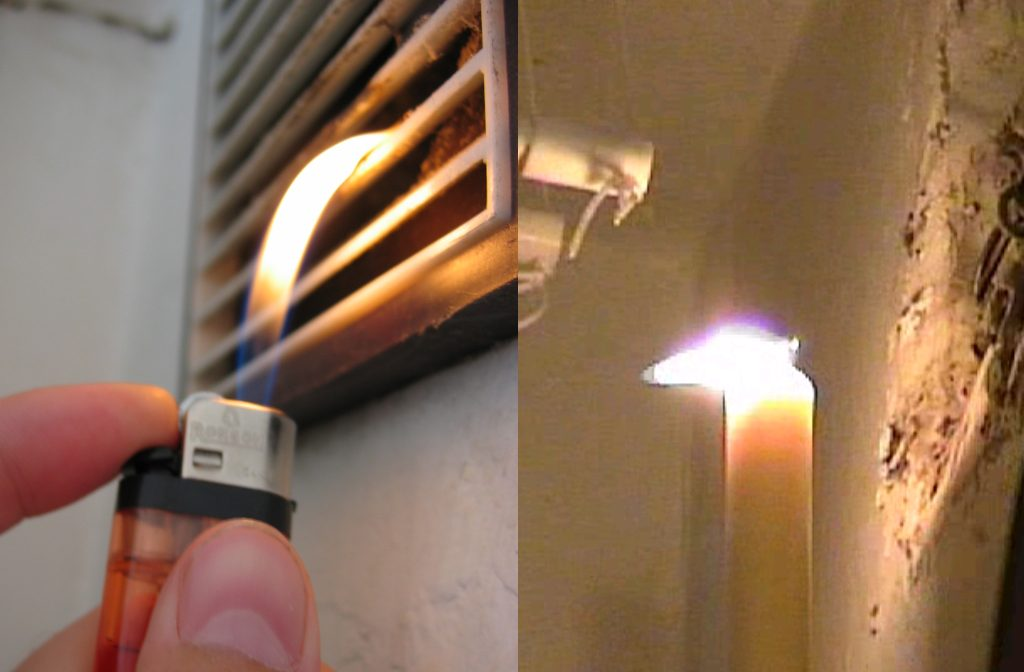
Напрямок полум'я показує напрямок руху повітря через продух.

Продух — отвір або канал в конструкціях будинків і споруд для природного провітрювання (вентиляції) приміщень.
У більш широкому значенні — щілина, отвір, дірка в чому-небудь. Наприклад, спеціальний отвір у вентиляційних шахтних дверях, який відкривають для полегшення відкриття самих цих дверей при сильному напорі потоку повітряного струменю від вентиляторів.